# هاورا
هاورا (بالهندية: হাওড়া) هي مدينة من مدن الهند. يبلغ عدد سكانها 1072161 نسمة حسب إحصائيات سنة 2011. يبلغ ارتفاع المدينة عن سطح البحر قرابة 12 متر. تبلغ مساحتها 95 كم².

## أعلام
- شاندان ميترا
- كانان ديفي